# '88 Games
'88 Games (aussi nommé Konami '88 ou encore Hyper Sports Special) est un jeu vidéo de sport développé et édité par Konami en 1988 sur borne d'arcade.
Il s’agit du 3e volet de la série Track and Field. La difficulté du jeu réside dans le fait qu’il vous faut absolument atteindre la médaille d’or pour accéder à l’épreuve suivante. En voici la liste complète :
- 100 m
- Saut en longueur
- 400 m relais
- Tir à la carabine
- 110 m haie
- Tir à l’arc
- Lancer de javelot
- Saut en hauteur

## Caractéristique de la borne
- Affichage : Horizontal, 304 × 224 pixels, 60 Hz, 2048 couleurs
- Processeur : Konami (à 3 MHz)
- Processeur son : Z80 à 3,579 545 MHz, YM2151 à 3,579 545 MHz, (2x) UPD7759 à 640 kHz